# 新井耕吉郎

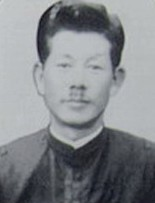
新井耕吉郎

新井耕吉郎（日语：／ Arai Kōkichirō，1904年2月26日—1946年6月19日），日本農學家，群馬縣利根郡東村（現沼田市利根町）人，畢業於日本北海道帝國大學農學部。在日治時期來台灣服務，在台灣成功種出錫蘭紅茶。鞠躬盡瘁、被譽為「台灣紅茶之父」。

## 生平
新井耕吉郎於1926年（大正15年）來到台灣，於台灣總督府中央研究所平鎮茶業試驗支所擔任助手，並在1930年（昭和5年）升任技手。1936年，帶著全家人，在南投日月潭協助成立魚池紅茶試驗支所，開始種植錫蘭紅茶，以人力墾荒71公頃，並建造全台唯一的錫蘭式紅茶廠——「持木製茶廠」。當然，這其中有個歷史背景，由於當時進入二戰時期，日本為了反制不同陣營的英國掌控全球紅茶市場，因此選在台灣試種、培育紅茶，之後便輔導多家民間會社推植紅茶近千公頃；1939年達到鼎盛期，魚池茶區達三千公頃，占台灣外銷紅茶產量達93%。
1941年，新井技師升為支所長（1941年3月－1945年12月），在魚池鄉設立錫蘭式紅茶廠，推廣紅茶種植。
1945年，日本宣布無條件投降，太平洋戰爭結束，台灣由國民政府接收。新井耕吉郎將紅茶試驗所研究和製作技術，全盤移交給國民政府的技術人員，由陳為禎擔任支所長。來台將近20年的新井耕吉郎因為對台灣有深厚的情感，決定不接受遣返留在台灣，擔任技師並繼續幫助種植台灣紅茶。
1946年，新井耕吉郎因感染瘧疾在台灣去世，享年42歲。遺體在日月潭的紅茶改良場現址火化；而他的女兒新井玲子帶著父親的骨灰要回到日本，途中輪船發生船難，玲子幸免於難可是耕吉郎的骨灰卻因而沈入海中。

## 家族
新井一生奉獻給台灣，家人也幾乎全部命喪台灣。
新井耕吉郎一身奉獻給台灣的紅茶，不僅他個人鞠躬盡瘁。全家在台打拚這段期間，新井的妻子也因環境惡劣而在台灣過世，長子則因肺炎在台灣過世。兩個兒子分別在十五歲、一歲夭折。
他的獨生女新井鈴子（1929年－2006年）十八歲時離台回到日本，丈夫名為櫻井清一。

## 紀念
1949年，紅茶試驗支所的員工為了感念他的貢獻，在茶園為他建立了紀念碑，並尊他為台灣紅茶產業鼻祖和紅茶發跡地貓囒山守護神。員工都會定期去祭拜他。
1951年，台灣紅茶成功外銷，為台灣賺取許多外匯，也改善了魚池鄉農民的生活。
2007年11月，奇美實業董事長許文龍有一次到日月潭旅遊時，偶然之間得知新井的偉大事蹟後深受感動，捐款替他建立塑像以感念他對台灣的貢獻。因此特別製作了四尊銅像，一尊存放在奇美博物館，一尊贈予茶改場魚池分場，一尊置於日月潭風景區管理處，一尊矗立在新井的故鄉群馬縣。
但其實新井耕吉郎對台灣的貢獻在此之前，幾乎有一甲子的時間並未傳回日本，原因是新井的女兒玲子離台返日後便成婚，而婚後也很少提及父親在台的事蹟。一直到她去世，家族中無人知曉長輩在異鄉受敬情事。新井在台灣的貢獻以為日人所知，
2008年1月，新井於魚池紅茶試驗支所的老同事竹下貝吉，元月中旬到日月潭進行懷舊之旅，緬懷當年日月潭種茶的時光時，赫然發現事隔逾一甲子，但魚池當地人居然還持續感念新井，並豎立紀念碑懷念他，帶來三張泛黃舊照片，使得在五月能完成塑像。竹下透過就讀過魚池小學的日籍女士高良惠美，方與新井玲子嫁入的櫻井一族取得聯繫。
後來，茶改場魚池分場舉行新井耕吉郎紀念銅像揭幕儀式時，便邀請到他的外孫櫻井克義來台觀禮，聽說櫻井家族一行五人聽聞台灣人講述自己祖父故事，甚至有紀念園區、如神祇般被崇敬時，曾動容地說：「台灣人溫暖的心，讓我們好窩心。」而在這次接待台灣茶農的新井女婿、高齡已經86歲的櫻井清一也感動地說：「感謝眾多臺灣人民對新井所抱有的親切之情」。

## 外部連結
- 大台湾旅行ネット （页面存档备份，存于）